# Agelasticus
Agelasticus és un dels gèneres d'ocells de l'ordre dels passeriformes i la família dels ictèrids (Icteridae) coneguts genèricament com a merles americanes, malgrat la distància filogenètica amb les autèntiques merles de la família dels túrdids. Són aus insectívores amb un patent dimorfisme sexual. Els mascles són gairebé totalment negres amb pegats grocs als muscles en alguna de les espècies. Les femelles són de colors marrons molt menys cridaners.

## Llistat d'espècies
Segons la classificació del Congrés Ornitològic Internacional (versió 2.4, 2010) aquest gènere està format per tres espècies:
- Agelasticus thilius - federal de galons.[3]
- Agelasticus cyanopus - federal unicolor.[4]
- Agelasticus xanthophthalmus - federal ullclar.[5]